# Kosuriće
Kosuriće (Servisch cyrillisch Косуриће) is een plaats in de Servische gemeente Novi Pazar. De plaats telt 125 inwoners (2002).